# MITS
Micro Instrumentation and Telemetry Systems (MITS) − firma w Albuquerque, Nowy Meksyk, założona w 1968 (?) przez dr. Eda Robertsa. 
Początkowo firma produkowała elektroniczne kalkulatory, aż do momentu, gdy rynek został zdominowany ok. 1972 przez Texas Instruments.
MITS opracował w 1974 r. komputer Altair 8800, uważany za pierwszy komputer osobisty z jednoukładowym mikroprocesorem na rynku. Była to maszyna oparta na procesorze Intel 8080, dostarczana w postaci zestawu do samodzielnego montażu. Altair 8800 został opisany w artykule w miesięczniku Popular Electronics (styczeń 1975), co przyczyniło się do wzrostu popularności. Firma została zarzucona zamówieniami i wkrótce popadła w kłopoty związane z techniczną stroną maszyny. W maju 1977 Ed Roberts sprzedał MITS firmie Pertec i wycofał się z branży informatycznej.
Przez krótki czas MITS zatrudniał Billa Gatesa, do chwili założenia przez niego i Allena firmy Microsoft. Obaj informatycy napisali dla niego Altair BASIC.